# Gwiazda Wolfa-Rayeta

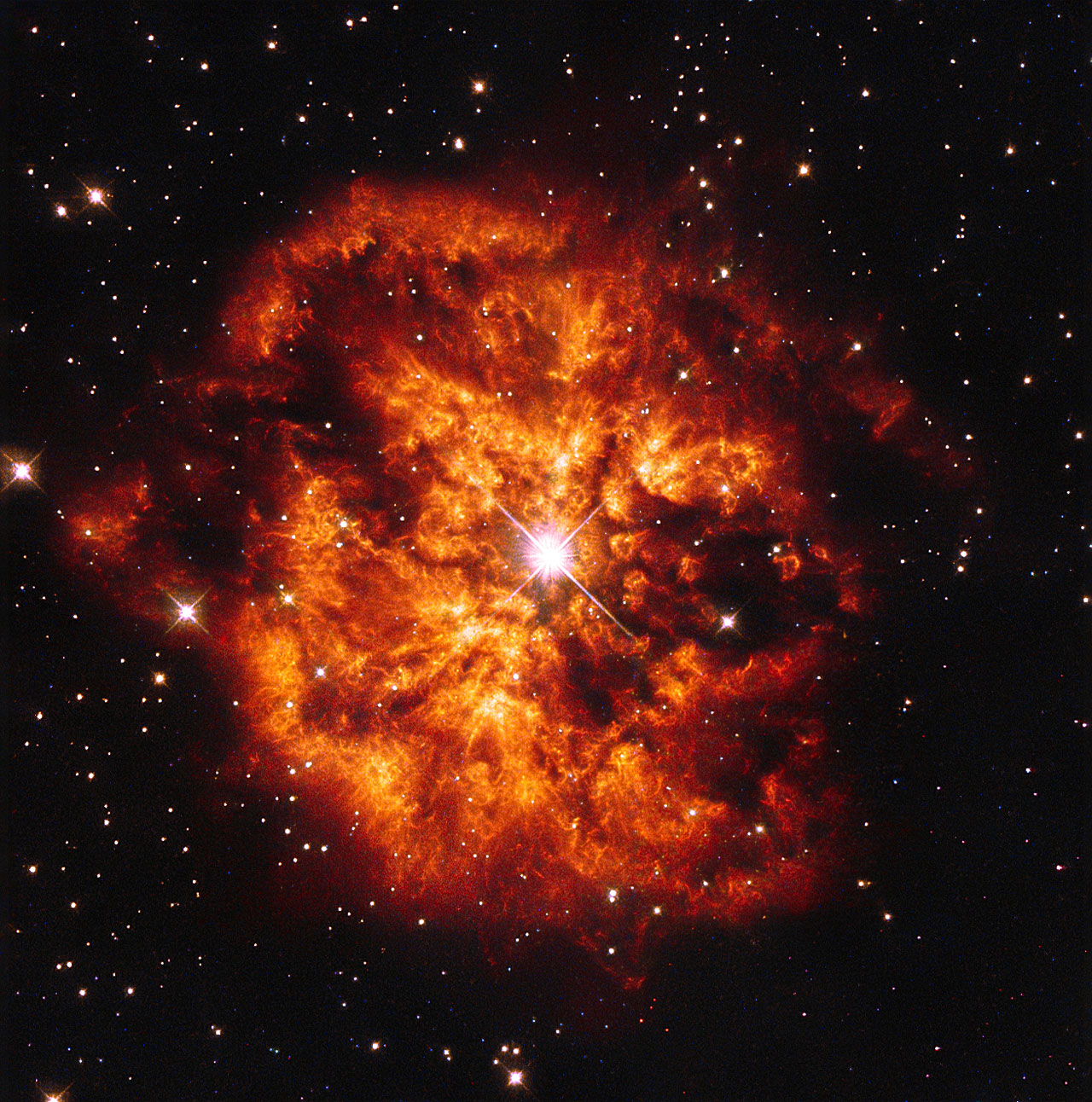
Zdjęcie mgławicy M1-67 znajdującej się wokoło gwiazdy Wolfa-Rayeta WR 124, wykonane teleskopem Hubble’a.

Gwiazdy Wolfa-Rayeta (gwiazdy WR) – duże i bardzo gorące gwiazdy charakteryzujące się występowaniem szerokich linii w widmach emisyjnych, obecnych zamiast wąskich linii absorpcyjnych, typowych dla zwykłych populacji gwiazdowych. Tłumaczy się to przyjmując, że gwiazdy te mają bardzo rozległą i rozrzedzoną powłokę gazową, rozszerzającą się z dużą prędkością (od 1000 do 3000 km/s). Hipoteza ta została sformułowana przez kanadyjskiego astronoma C.S. Bealsa oraz niezależnie od niego amerykańskiego astronoma Menzela.
Pierwsze gwiazdy tego typu zostały odkryte w 1867 roku przez francuskich astronomów Charles’a Wolfa i Georges’a Rayeta, którzy zaobserwowali trzy nietypowe gwiazdy w konstelacji Łabędzia. Były to HD 191765 (WR 134, typ WN6), HD 192103 (WR 135, typ WC8) i HD 192641 (WR 137, typ WC7+O9).
Gwiazdy Wolfa-Rayeta zalicza się do gwiazd o największej światłości, bowiem ich absolutne wielkości gwiazdowe oceniane są na –4m do –8m. Ich średnice są około dwóch razy większe od średnicy Słońca, masa ponad 20 razy większa. Temperatura ich powierzchni wynosi od 25 000 do 50 000 K.
Znanych jest kilkaset gwiazd Wolfa-Rayeta w naszej Galaktyce oraz ponad tysiąc w innych galaktykach należących do Grupy Lokalnej. Zaliczane są one do typu widmowego WN, WC i WO, a w ich widmie nie obserwuje się linii wodoru. Linie emisyjne gwiazd typu WN są zdominowane przez hel i azot, gwiazd typu WC przez węgiel i hel, a gwiazdy typu WO przez tlen, węgiel i hel.
Jak zaproponował po raz pierwszy w 1943 roku George Gamow, ten nietypowy skład chemiczny musi być wynikiem obecności produktów reakcji jądrowych w atmosferach gwiazd. Typ WN wykazuje obecność produktów cyklu CNO, zaś produkty reakcji trzy alfa są widoczne w widmach gwiazd typu WC. Ostateczne dowody obserwacyjne hipotezy, że mamy tu do czynienia z jednym z końcowych etapów ewolucyjnych masywnej gwiazdy, zostały opublikowane pod koniec XX wieku.
Ponad połowa znanych gwiazd Wolfa-Rayeta występuje w układach podwójnych z gwiazdami typu O lub B.
Jedna z teorii mówi, że gwiazdy WR to ogromne gwiazdy niedługo przed wybuchem supernowej. W 2013 roku po raz pierwszy bezpośrednio udało się powiązać wybuch supernowej typu IIb (SN 2013cu w galaktyce UGC 9379) z rozerwaniem gwiazdy Wolfa-Rayeta.

## Właściwości
Gwiazdy Wolfa-Rayeta mają zazwyczaj masy od 10 do 25 mas Słońca, przy czym minimalna masa gwiazdy typu WR zależy od jej metaliczności. Gwiazdy o mniejszych masach są w postaci czerwonego nadolbrzyma, aczkolwiek ewolucja może przebiegać inaczej, jeśli gwiazda WR powstanie wewnątrz układu podwójnego po etapie przepływu masy przez powierzchnię Roche’a lub po fazie wspólnej otoczki. Czas życia na tym etapie ewolucji to zaledwie 500 tysięcy lat (około 10 procent całkowitego czasu życia gwiazdy).
Gwiazdy typu WN i WC mogą kończyć swoje istnienie jako supernowe typu Ib lub Ic. Niektóre z takich supernowych towarzyszyły długim błyskom gamma. W tym wypadku gwiazda macierzysta, której wybuch prowadzi do powstania błysku, powinna szybko rotować. Uzyskanie wystarczająco dużego momentu pędu jest możliwe albo wskutek rozkręcenia gwiazdy przez oddziaływanie z towarzyszem w układzie podwójnym, albo dzięki niewielkiej metaliczności samej gwiazdy. Mała metaliczność osłabia wiatr gwiazdowy, który zmieniałby moment pędu i spowalniał rotację.